# День защиты от землетрясений в Иране
День защиты от землетрясений в Иране(перс. روز ایمنی در برابر زلزله‎) — национальный праздник, отмечаемый 26 декабря (5 дея по иранскому календарю), в память о людях, пострадавших при землетрясении в городе Баме.

## Землетрясение в Баме
Разрушительное землетрясение мощностью 6,8 балла по шкале Рихтера произошло на юго-востоке Ирана 26 декабря 2003 года. Эпицентр землетрясения оказался недалеко от города Бам, население которого составляла около 200 тысяч человек. В результате землетрясения древний город оказался разрушен на 90 %, более 30 тысяч человек стали жертвами стихии.
Землетрясение произошло в одном из наиболее сейсмически активных регионов.
Высший совет культурной революции Ирана предложил назвать 26 декабря национальным днем защиты от землетрясений и уменьшения последствий стихийных бедствий. Целью этого дня признано почтить память пострадавших и привлечь внимание общественности к опасности таких стихийных бедствий, как землетрясение, наводнение, ураган и засуха. Также этот день призван познакомить иранское общество с мерами безопасности при природных аномалиях, что поможет снизить количество жертв.

## Статистика
Согласно официальным и неофициальным данным, в течение прошедших 35 лет в Иране в результате землетрясений погибло более 100 тысяч человек.
Около 80 тысяч человек из этого числа погибли в результате двух крупнейших землетрясений в Иране: в Рудбаре, провинция Гилян, 21 июня 1990 года, когда мощность подземного толчка составила 7,7 баллов, и в Баме, провинция Керман, 26 декабря 2003 года.
Средиземноморский (Альпийско-Гималайский) складчатый пояс проходит через территорию Ирана и включает в себя Персидские горные системы. А потому сейсмическая опасность всегда была в центре обсуждений различных иранских научных сообществ. Большинство населения Ирана, которое составляет более 75 миллионов человек, живёт в населенных пунктах (города, деревни и т. д.), расположенных в сейсмически опасных районах. Фарс и Керман — наиболее сейсмически активные провинции.